# Mariano Aguayo
Mariano Aguayo Álvarez (Córdoba, 1932-11 de noviembre de 2024) fue un pintor, escultor y escritor español afincado en Córdoba.

## Trayectoria
Como pintor celebró su primera exposición individual en 1961, realizando una pintura situada entre la abstracción pura y la abstracción expresionista con toques de simbolismo, en palabras del crítico de arte Cirilo Popovici. Por su parte Carlos Arean clasifica sus comienzos entre el neofigurativismo y el neorrealismo, siempre con un marcado carácter personal, en el que destaca especialmente su época azul de los años posteriores. En 1986 cambia radicalmente su pintura por un realismo centrado casi en exclusiva en motivos cinegéticos, destacando por su eficacia en describir los podencos usados en la montería andaluza. En 2012 inicia una nueva etapa en la que vuelve a sus orígenes con una figuración subjetiva, aunque esta vez centrada en exclusiva en una temática taurina. De alguna forma "Aguayo ha echado la vista atrás en un regreso a los orígenes." Rosa Luque.
En su faceta literaria ha escrito once libros muchos relacionados con la caza en Andalucía. Académico correspondiente en su sección de Letras de la Real de Ciencias, Bellas Letras y Nobles Artes de Córdoba, es prémio Carlos III de la Real Federación Española de Caza y Premio Jaime de Foxa de Artículos.

## Pintor y escultor

### Principales exposiciones individuales
Madrid: Sala Amadís, 1962. Sala del Prado del Ateneo, 1965. Galería El Bosco, 1967. Galería Estudio Peironcely, 1988. Galería Fresneda de Miguel, 1992. Galería Castelló 120, 1994 y 1996. Diana - Viaji, 1999. 2002, Diana –Viaji, exposición con motivo de la presentación del libro “Los perros y yo”.
París: Galerie Dorothée Chastel - Montpensier, 1995. Repite en la misma galería en 1997.
Barcelona: Euroamerica Galleries, 1997.
Sevilla: Galería La Pasarela, 1967. Sala Zurbarán del Ateneo, 1989. Sala Molviedro del Monte, 1991. Real Club Pineda, 1993. 
Córdoba: Galería Céspedes, 1961. Galería Liceo del Círculo de La Amistad, 1963. Galería Studio 52 y Museo Palacio de Viana, 1986. Caja Provincial de Ahorros, 1989. Galería Studio 52, 1993. Galería Studio 52, 1994. Diputación Provincial, 1997. Galería Carmen del Campo, 2006. Galería Carmen del Campo “Fiesta”, 2013. Las Casas de la Judería “La Fiesta de los Toros. El rito de la vida”, 2015.
Santander: Ateneo, 1964. 
El Puerto de Santa María: Bodegas Osborne, 2004.

### Principales exposiciones colectivas
Barcelona, Zaragoza, Sevilla: "Joven Figuración en España". 
Itinerante "XXV Años de Arte Español". 
Barcelona: IX y X  "Salón de Mayo". 
San Sebastián: "Seis Pintores de Hoy". 
Toulouse. Musée des Augustins. "Jeune Peinture Contemporaine".
Pretoria Art Museum: "Present- Day Spanish Art". 
Johannesburg: South African National Gallery. 
México: Instituto Cultural Hispano - Mexicano. 
Valencia: "I Salón del Mediterráneo". 
Santander: Universidad Internacional Menéndez y Pelayo. 
Lisboa: Embajada de España. "Siete Pintores Españoles". 
San Diego (California): "Figurative Painters in Spain Today". 
Montecatini Terme: "I Biennale Internazionale di Pittura Contemporánea". Cáceres: Museo de Arte Contemporáneo Casa de los Caballos. 
Sousel: "I Festa Nacional da Caça e do Campo. 
Málaga: Galería Nova.
Córdoba: Museo Palacio de Viana. "Arte Conemporáneo 1957 - 1990. Reflexiones Figurativas". Sesenta Años de Arte Contemporáneo. 2013.

### Escritor
Como escritor ha publicado los libros Relatos de caza (Cajasur. Córdoba 1986. 2ª edición: Otero Ediciones, Madrid 1996),  Vocabulario de montería (Ed. Retamar. Córdoba 1988. 2ª edición 1988), Montear en Córdoba, Caja Prov. de Ahorros, Córdoba 1991. 2ª edición 1993), Con mi gente (Otero Ediciones, Madrid 1992), la novela Los Potritos (Otero Ediciones, Madrid 1997), La sierra, los lances, los perros (Otero Ediciones, Madrid 1998), La montería (Otero Ediciones, Madrid 2000), Los perros y yo (Otero Ediciones, Madrid 2002), Vivir bien y despacito (Otero Ediciones, Madrid 2003), La caza en el cante (Otero Ediciones, Madrid 2004), El otoño de los jabalines (Otero Ediciones, Madrid 2005), Querida tía Luisa (Editorial Almuzara, Córdoba 2006).y Furtivos del 36 (Otero Ediciones, Madrid 
Furtivos del 36 (novela) Otero Ediciones, Madrid 2007), Gran libro de la rehala (Almuzara, 2009), Vocabulario General de la Montería Española (Almuzara, 2010), Del monte y la montería (La Trebére, Madrid 2011), Estirpe Cárdenas (La Trébere, Madrid 2011), Al son de las caracolas (La Trébere, en prensa, en Madrid.)Es coautor de El Ciervo en Sierra Morena (Universidad de Córdoba, 1994), 
Veinticinco Años de Escopeta y Pluma (Lumefa,  S.A., Madrid 1995) y El Futuro de la Caza. Como articulista colabora en el diario CÓRDOBA y en TROFEO, donde mantiene sección fija desde hace veinte años. También colabora en otras revistas de Madrid. 
Premio “Jaime de Foxá”  para artículos en su edición de 1999. 
Premio “Carlos III” 2000, máximo galardón de la RFEC.
Fue nombrado “Rehalero del año” por la Asociación Española de Rehalas en su versión 2002. 
En 2005 la Diputación de Córdoba le concede en el marco de Intercaza el Premio a la personalidad venatoria.
Pertenece a la Real Academia de Ciencias, Bellas Letras y Nobles Artes de Córdoba como miembro correspondiente.